# Демурова, Нина Михайловна
Ни́на Миха́йловна Дему́рова (3 октября 1930 — 11 июля 2021) — советский и российский литературовед, исследователь литературы Великобритании и США, детской английской литературы, переводчик с английского. Доктор филологических наук.

## Биография
В 1953 году окончила романо-германское отделение филологического факультета МГУ имени М. В. Ломоносова по специальности «Английский язык и литература».
В конце 1950-х работала переводчиком в Индии.
В 1958 году защитила диссертацию на соискание учёной степени кандидата филологических наук по теме «Чартистская литературная критика: (Из истории пролетарской литературы и критики в Англии 30-х — 50-х годов 19 века)».
В 1984 году защитила диссертацию на соискание учёной степени доктора филологических наук по теме «Английская детская литература 1740—1870 годов» (специальность 10.01.05 — «литература стран Западной Европы, Америки и Австралии»).
В МГУ имени М. В. Ломоносова и в МГПИ имени В. И. Ленина преподавала английский язык, современную и детскую английскую и американскую литературу.
Первой ввела в университетские курсы преподавание детской литературы как филологической дисциплины. Видный специалист по творчеству Льюиса Кэрролла. Ей же принадлежит канонический перевод его сказок: «Алиса в Стране чудес» и «Алиса в Зазеркалье».
Переводила произведения таких авторов, как Гилберт Кит Честертон, Эдгар Аллан По, Чарльз Диккенс, Джон Данн Макдональд, Льюис Кэрролл, Фрэнсис Элиза Бёрнетт, Джеймс Мэтью Барри, Беатрис Поттер, Дженнифер Гарнер, Нарайан Разипурам Кришнасвами, Джон Хойер Апдайк и другие.
Почётный член Общества Льюиса Кэрролла в Англии и США, а также английского Общества Беатрис Поттер. В 2000 году получила Почётный диплом Международного совета детской книги за перевод книги Диккенса «Жизнь Господа нашего Иисуса Христа».
Умерла 11 июля 2021 года. Прах захоронен на Донском кладбище рядом с родственниками (4 участок).

## Произведения

### Книги
- Демурова Н. М. Льюис Кэрролл: Очерк жизни и творчества / Отв. ред. Б. И. Пуришев.. — М.: Наука, 1979. — 200, [8] с. — (Литературоведение и языкознание). — 50 000 экз. (обл.)

- Июльский полдень золотой. Статьи об английской детской книге. — М.: Изд-во УРАО, 2000.
- Основные даты жизни и творчества Л. Кэрролла. 2003.
- О переводе сказок Кэрролла. 2003
- Картинки и разговоры. Беседы о Льюисе Кэрролле. — СПб: «Вита Нова», 2008. — ISBN 978-5-93898-173-7.
- Английская литературная сказка: Сборник: Пер. с англ / Сост., авт. вступ. ст. Н. Демурова. — М.: ТЕРРА-Книжный клуб, 1998. — 480 с. — (Библиотека английской литературы).
- Льюис Кэрролл. — М.: Молодая гвардия, 2013. — 412, [2] с., [16] л. ил. — (Жизнь замечательных людей; Вып. 1590 (1390)). — ISBN 978-5-235-03568-3. — 5000 экз.
- Демурова Н. М. Что читать детям. Спасательные книги: Что читать детям о трудных ситуациях в жизни. — М.: Charities Aid Foundation Рос. представительство, 1995. — 26 с.

### Переводы

#### Чарльз Диккенс
- Жизнь Господа нашего Иисуса Христа

#### Льюис Кэрролл
- Приключения Алисы в стране чудес
- Алиса в Зазеркалье

#### Эдгар Аллан По
- Человек, которого изрубили в куски. Повесть о последней бугабускокикапуской кампании
- Не закладывай черту своей головы
- Элеонора
- Длинный ларь
- Похищенное письмо
- Фон Кемпелен и его открытие

#### Гилберт Кит Честертон
- Грехи графа Сарадина
- Лиловый парик
- Неуловимый принц

#### Джеймс Мэтью Барри
- Питер Пэн и Венди

#### Фрэнсис Бёрнетт
- Маленькая принцесса, или История Сары Кру
- «Заповедный сад» — повесть выходила в серии «Мир девочек» изд-ва «Янтарный сказ» вместе с «Маленькой принцессой»
- «Маленький лорд Фаунтлерой»

#### Джен Ормерод
- «Моди и Медведь» (Поляндрия, 2011)

## Фильмография
- 1981 — «Алиса в Стране чудес» — консультант
- 1982 — «Алиса в Зазеркалье» — консультант